# DGB-Bezirk Berlin – Brandenburg
Der DGB-Bezirk Berlin-Brandenburg ist der Dachverband der Mitgliedsgewerkschaften des Deutschen Gewerkschaftsbundes für die Bundesländer Berlin und Brandenburg.

## Aufgaben
Die Bezirke sind die Gliederungsebene des DGB unterhalb der Bundesebene (siehe: Bezirke und Regionen) und umfassen ein oder mehrere Bundesländer.
Der DGB-Bezirk Berlin-Brandenburg vertritt die Interessen von rund 350.000 Gewerkschaftsmitgliedern als politische Stimme seiner acht Mitgliedsgewerkschaften auf Landesebene in Berlin und Brandenburg. Als Dachverband schließt er keine Tarifverträge ab. Er vertritt die gewerkschaftlichen Vorschläge gegenüber politischen Entscheidungsträgern, Parteien, Verbänden und Öffentlichkeit, nimmt Stellung zu Gesetzentwürfen und koordiniert die Vertretung bei Sozialversicherungen, Kammern und Gerichten.

## Organisation
Als Vertreter der Gewerkschaftsmitglieder kommen alle vier Jahre 100 Delegierte zur DGB-Bezirkskonferenz zusammen. Dort treffen sie die strategischen Entscheidungen für die nächsten Jahre und wählen den geschäftsführenden Bezirksvorstand. Er bildet, gemeinsam mit den Vorsitzenden der acht DGB-Gewerkschaften, den DGB-Bezirksvorstand.
Bezirksvorsitzende ist seit dem 15. Januar 2022 Katja Karger.
Auf regionaler und kommunaler Ebene wird der DGB Berlin-Brandenburg durch vier Regionsgeschäftsstellen sowie Kreis- und Stadtverbände repräsentiert. Sie koordinieren die Arbeit der Gewerkschaften vor Ort. Die regionalen DGB-Büros dienen als Anlaufstelle für Gewerkschaftsmitglieder, deren Organisation vor Ort nicht vertreten ist.

## Einzelgewerkschaften im Bezirk
Aufgrund des unterschiedlichen regionalen Zuschnitts der Einzelgewerkschaften gehören zum DGB-Bezirk die folgenden Verbände:
- Eisenbahn- und Verkehrsgewerkschaft (Landesverbände: Berlin, Brandenburg)
- Gewerkschaft der Polizei (Landesbezirke: Berlin, Brandenburg)
- Gewerkschaft Erziehung und Wissenschaft (Landesverbände: Berlin, Brandenburg)
- Gewerkschaft Nahrung-Genuss-Gaststätten (Landesbezirk Ost, Region Berlin-Brandenburg)
- IG Bauen-Agrar-Umwelt (Region Berlin-Brandenburg, Bezirksverband Berlin)
- IG Bergbau, Chemie, Energie (Landesbezirk Nordost)
- IG Metall (Bezirk Berlin-Brandenburg-Sachsen, Verwaltungsstelle Berlin)
- Gewerkschaft ver.di (Landesbezirk Berlin-Brandenburg, Bezirk Berlin)

## Vorsitzende
- 1949–1960: Ernst Scharnowski
- 1960–1982: Walter Sickert
- 1982–1990: Michael Pagels
- 1990–1998: Christiane Bretz[5]
- 1998–2010: Dieter Scholz[6]
- 2010–2018: Doro Zinke[7]
- 2018–2022: Christian Hoßbach[8]
- seit 2022: Katja Karger